# Rosyjski Instytut Islamski (Kazań)
Rosyjski Instytut Islamski (ros. Российский исламский институт, tatar. Русия ислам институты) – uczelnia w Rosji, w stolicy Tatarstanu – Kazaniu.
Rosyjski Instytut Islamski powstał w 1998 roku jako pierwsza uczelnia islamska w Rosji. Jest to uczelnia prywatna założona przez Radę Muzułmańską Rosji, Radę Duchową Muzułmanów Tatarstanu oraz Instytut Historii Akademii Nauk Tatarstanu. W 2007 roku instytut otrzymał akredytację państwową od Ministerstwa Edukacji i Nauki Federacji Rosyjskiej. Od 2009 roku należy do Światowej Federacji Uniwersytetów Islamskich.
W instytucie studiuje ponad 600 osób z ponad 30 regionów Rosji, a także krajów WNP. Jest także ośrodkiem metodologicznym dla wyższych i średnich zawodowych szkół islamskich w Rosji.
Uczelnia ma kilkanaście wydziałów religijnych i świeckich.